# دادلزتون
دادلزتون (به انگلیسی: Dodleston) یک روستا و محله مدنی در بریتانیا است که در چشر غربی و چستر واقع شده‌است. دادلزتون ۷۱۵ نفر جمعیت دارد.